# Lardellatura
Con il termine lardellatura si definisce una tecnica di cucina che ha lo scopo di ammorbidire i tagli di carne privi di grassi propri.

## Descrizione
La lardellatura consiste nell'inserimento, prima della cottura, di listelli di pancetta o di lardo, tagliati a bastoncino, nella carne tramite un apposito attrezzo detto lardatoio. È anche possibile effettuare l'operazione con un semplice coltello a lama lunga e sottile ma il risultato è meno preciso.
L'inserimento viene effettuato seguendo il senso della fibra della carne. Talvolta i pezzi di lardo o pancetta possono essere preventivamente insaporiti rigirandoli in un battuto di erbe.
Durante la cottura i grassi inseriti con la lardellatura si sciolgono insaporendo il taglio di carne.
Per lardellare la carne sono utilizzabili anche listelli di verdure, come ad esempio carote oppure pezzi di asparagi.